# Doranahalli, Shahpur
Doranahalli là một làng thuộc tehsil Shahpur, huyện Gulbarga, bang Karnataka, Ấn Độ.